# San Dimas, Chiapas
San Dimas är en ort i Mexiko.   Den ligger i kommunen Motozintla och delstaten Chiapas, i den sydöstra delen av landet, 900 km sydost om huvudstaden Mexico City. San Dimas ligger 701 meter över havet och antalet invånare är 395.
Terrängen runt San Dimas är kuperad västerut, men österut är den bergig. San Dimas ligger nere i en dal. Runt San Dimas är det ganska tätbefolkat, med 78 invånare per kvadratkilometer. Närmaste större samhälle är Huixtla, 19,6 km söder om San Dimas. I omgivningarna runt San Dimas växer i huvudsak städsegrön lövskog.